# (64975) Gianrix
(64975) Gianrix est un astéroïde de la ceinture principale.

## Description
(64975) Gianrix est un astéroïde de la ceinture principale. Il fut découvert le 10 janvier 2002 à Campo Imperatore par le projet CINEOS. Il présente une orbite caractérisée par un demi-grand axe de 2,95 UA, une excentricité de 0,26 et une inclinaison de 1,6° par rapport à l'écliptique.

## Compléments